# 普雷紹夫車站
普雷紹夫車站為斯洛伐克普雷紹夫的主要鐵路車站。該車站於1872年啟用，每日都有開往布拉迪斯拉發和科希策的當地列車和特快列車。